# Josef Ledl
Josef Ledl (* 14. November 1918; † 21. Juni 2000) war ein deutscher Fußballspieler.

## Laufbahn
Der Mittelläufer begann seine Karriere beim MTV Ingolstadt und spielte mit den Oberbayern in der Runde 1947/48 in der Landesliga Bayern-Süd. Als Ledl 1948 bei einem Freundschaftsspiel in Ingolstadt gegen den VfB Stuttgart spielte machte er auf sich aufmerksam und wechselte darauf mit 29 Jahren zum VfB in die Fußball-Oberliga Süd. Sein Debüt in der Oberliga feierte er am ersten Spieltag der Runde 1948/49, am 11. September 1948, beim 1:1-Heimremis gegen Schwaben Augsburg auf seiner Stammposition des Mittelläufers. Der drahtige und einsatzstarke Abwehrorganisator absolvierte 25 Spiele und belegte mit dem VfB den sechsten Rang. In seiner zweiten Oberligarunde, 1949/50, rückte die Mannschaft von Trainer Georg Wurzer in die Tabellenspitze vor und holte sich mit einem Punkt Vorsprung vor Kickers Offenbach die Vizemeisterschaft. Meister wurde überraschend der Aufsteiger SpVgg Fürth. Die Endrunde um die deutsche Fußballmeisterschaft 1950 wurde zum sportlichen Höhepunkt in der Karriere von Josef Ledl. Trainer Wurzer vertraute in den Begegnungen gegen den VfL Osnabrück (Hans Haferkamp, Adolf Vetter), 1. FC Kaiserslautern (Innentrio: Fritz Walter, Ottmar Walter, Werner Baßler), im Halbfinale gegen den Südmeister Fürth (Torschützenkönig Horst Schade) und im Endspiel gegen Offenbach mit dem herausragenden Angreifer Horst Buhtz immer auf seine eingespielte Abwehr mit Otto Schmid, Erich Retter, Richard Steimle, Ernst Otterbach, Ledl und Karl Barufka. Mit Erfolg, Ledl und seine Kameraden wurden 1950 Deutscher Meister. Im Endspiel soll sich der VfB-Abwehrchef „in die Form seines Lebens gesteigert“ haben.
Im Jahre 1951 wurde er zusammen mit der Mannschaft des VfB mit dem Silbernen Lorbeerblatt ausgezeichnet.
Ein Jahr später – Ledl absolvierte 1950/51 nochmals 22 Spiele in der Oberliga Süd und belegte mit dem VfB den vierten Rang – beendete er seine Karriere. Sein letztes Oberligaspiel bestritt er am 1. April 1951 in Stuttgart beim 1:1-Unentschieden gegen 1860 München. Von 1948 bis 1951 absolvierte Ledl 71 Oberligaspiele.
Ledl war der Schwager von Erich Retter.